# Der Geier von Arizona
Der Geier von Arizona ist ein US-amerikanischer Western aus dem Jahr 1950 von Peter Godfrey mit Dane Clark und Raymond Massey in den Hauptrollen. Der Film wurde von Warner Bros. produziert. Das Drehbuch entstand nach Motiven von Jack Londons Roman Der Seewolf.

## Handlung
Die Verletzten einer verunglückten Postkutsche werden zur abgelegenen Goldmine von Boss Kruger gebracht. Unter den Verletzten befinden sich der Anwalt Aubrey Milburn und die Ausbrecherin Judith Burns. Judith ist lebensgefährlich verletzt. Kruger erwartet von Milburn, dass dieser trotz seiner Verletzung in der Mine arbeitet. Milburn wird Zeuge einer Schlägerei zwischen Kruger und dem Neuankömmling Bob Peters. Milburn findet heraus, dass fast alle Minenarbeiter Flüchtige sind und Kruger die Arbeiter wie Häftlinge behandelt.
Mit Kruger führt Milburn Diskussionen über Macht und den Teufel. Als klar wird, dass Judith dem Tode nahe ist, fordert Kruger Milburn heraus, die Frau zu retten. Allerdings werde er sie nach ihrer Genesung zurück ins Gefängnis schicken. Mit Hilfe von Peters kümmert Milburn sich um Judith. Dies bewegt einen trunksüchtigen Ganoven, den man den Richter nennt, dass er um Judiths Heilung betet. 
Als Judith auf dem Weg zur Besserung ist, fleht sie Kruger an, sie nicht zurückzuschicken. Seine herzlose Antwort führt zu einer weiteren Schlägerei mit Peters. Der Richter bittet, zu den Arbeitern sprechen zu dürfen, um sie vom Alkohol abzubringen. Kruger erlaubt es, stiftet die Männer aber nach der Rede an, den Richter mit Eiern zu bewerfen. Daraufhin erzählt der Richter, dass Kruger seinen eigenen Bruder ermordet hat, um alleiniger Besitzer der Mine zu sein. Krugers Neffe hat Rache geschworen. Es wird erwartet, dass die Minenarbeiter an Krugers Seite kämpfen, wenn der Neffe eintrifft. Nach der Ansprache erschießt sich der Richter selbst.
Peters hat eine Sprengladung vorbereitet, die Kruger töten soll. Kruger wird verschüttet, stirbt jedoch nicht. Während die Arbeiter den vermeintlichen Tod des Tyrannen feiern, gräbt dieser sich ins Freie. Mit einem der Wagen wollen Judith und Peters die Wüste durchqueren und ein neues Leben beginnen. Milburn gibt sich den Arbeitern als Anwalt des Neffen zu erkennen, der nach Beweisen für Krugers Verbrechen Ausschau halten soll. Als Kruger unvermutet erscheint, enthüllt ihm der Arbeiter Tippy Milburns Identität und verrät zudem Judiths und Peters Flucht. Kruger bietet allen Arbeitern Anteile an Gold an und erlaubt, dass sie Tippy als Verräter verprügeln. 
Als Krugers Neffe mit seinen Männern die Mine erreicht, kommt es zum Kampf. Zur gleichen Zeit kehren Judith und Peters um, da Kruger die Wasservorräte versalzen hat. Als sie an der Mine ankommen, finden sie das Arbeiterlager brennend vor. Der Neffe ist tot, Milburn schwer verletzt. Kruger hat den Kampf überlebt und liefert sich mit Peters einen Kampf. Dabei stürzt die Mine ein und begräbt Kruger unter sich, während Peters sich ins Freie retten kann. Mit Judith und Milburn macht er sich auf den Weg in die nächste Stadt.

## Produktion

### Hintergrund
Gedreht wurde der Film von Mitte April bis Mitte Mai 1949 bei den Vasquez Rocks, im Bronson Canyon und in Santa Clarita.

### Stab
Eric Stacey arbeitete als Produktionsmanager.

### Besetzung
In einer kleinen nicht im Abspann erwähnten Nebenrolle trat Douglas Kennedy auf.

## Synchronisation
Die deutsche Synchronfassung entstand 1958 im Auftrag der RIVA Synchron.
| Rolle          | Schauspieler   | Deutscher Synchronsprecher |
| -------------- | -------------- | -------------------------- |
| Bob Peters     | Dane Clark     | Dietmar Schönherr          |
| Boss Kruger    | Raymond Massey | Klaus W. Krause            |
| Judith Burns   | Ruth Roman     | Eleonore Noelle            |
| Aubrey Milburn | Robert Douglas | Wolf Ackva                 |
| Benson         | Walter Coy     | John Pauls-Harding         |
| Tippy          | George Stern   | Wolfgang Büttner           |
| Peso           | Tony Martinez  | Erich Ebert                |

## Veröffentlichung
Die Premiere des Films fand am 24. März 1950 in New York statt. In der Bundesrepublik Deutschland kam er am 29. Mai 1958 in die Kinos.

## Kritiken
Das Lexikon des internationalen Films schrieb: „Ungewöhnlich harter B-Western.“
Bosley Crowther von der The New York Times fühlte sich nach dem Film, als sei er voller Beulen und Prellungen. Der Film sei voller Faustkämpfe, dass man durch den Ton glaube, selber geschlagen zu werden. Das Zurschaustellen roher Gewalt sei die einzige Substanz des Filmes.
Der Kritiker des TV Guide sah einen passablen Film, der jedoch nicht für eine Spätvorstellung geeignet sei.